# CØDE:BREAKER
CØDE:BREAKER(코드:브레이커)는 카미죠 아키미네의 만화 작품이다.  고단샤의 《주간 소년 매거진》에 2008년 6월부터 2013년 7월까지 연재되었다. 무술 훈련을 받은 사쿠라코지라는 여고생과 신비한 능력을 지닌 남자 전학생 오가미 레이의 이야기를 다룬다.
13부작 애니메이션 TV 시리즈가 2012년 10월부터 12월까지 방송되었다. 이 시리즈는 2014년에 영어 더빙을 제작한 퍼니메이션에서 라이선스를 받았다. 이 시리즈는 2021년 퍼니메이션과 합병된 이후 크런치롤에서 라이선스를 받았다.